# Selbstbestimmungstheorie
Die Selbstbestimmungstheorie (engl. Self-Determination Theory, SDT) ist eine sowohl prozess- als auch inhaltsorientierte Motivationstheorie. Sie wurde von Richard M. Ryan und Edward L. Deci an der Universität von Rochester, USA, entwickelt. Nach dieser Theorie hängt die Motivation für ein bestimmtes Verhalten immer davon ab, inwieweit die drei psychologischen Grundbedürfnisse nach Kompetenz, sozialer Eingebundenheit und Autonomie befriedigt werden können. Dabei wird die Motivation als eine Größe aufgefasst, die nicht nur quantitativ das Interesse an der Ausübung des betreffenden Verhaltens beschreibt, sondern die auch jeweils qualitativ unterschiedliche Ausprägungen besitzt. Diese äußern sich in dem zugehörigen Ausmaß an Kreativität, Problemlöseverhalten und Durchhaltevermögen sowie dem damit einhergehenden Wohlbefinden.
Frustration als Versagung der Befriedigung der psychologischen Grundbedürfnisse führt dabei je nach ihrer Art und Dauer zu unterschiedlichen Einschränkungen der Motivation für das betreffende Verhalten. Die Folgen reichen dabei von einfacher Verhaltensänderung über die Entwicklung von Ersatzbedürfnissen bis hin zu selbstzerstörerischen Handlungen oder völliger Antriebslosigkeit. Damit verbunden sind aber stets Einbußen an Verhaltensqualität, Wohlbefinden und Gesundheit.
Die Bedeutung der psychologischen Grundbedürfnisse für die Herausbildung längerfristiger Verhaltensweisen hat insbesondere auch Konsequenzen für die Gestaltung optimaler Lernumgebungen. Förderlich sind hier die Angabe nachvollziehbarer Begründungen für die Lerninhalte, die Ermöglichung von Eigeninitiative, der Verzicht auf Leistungsvergleiche, auf normative Zielvorgaben oder auf ergebnisabhängige Belohnungen sowie die Vermeidung von Über- und Unterforderung.

## Ausgangspunkt
Ausgangspunkt für die Entwicklung von SDT war die Beobachtung, dass entgegen damals allgemeiner Erwartung die Motivation für an sich interessante Tätigkeiten durch zusätzliche Anreize oder Belohnungen häufig nicht etwa gesteigert wird, sondern im Gegenteil zurückgeht. Zur genaueren Beschreibung dieses Sachverhalts, der auch als Korrumpierungseffekt bezeichnet wird, war der Motivationsbegriff, soweit er lediglich intrinsische und extrinsische Motivation unterscheidet, zu verfeinern.
Es gibt aus Sicht von SDT noch einen weiteren Grund, einen erweiterten Motivationsbegriff zu verwenden. Die unterschiedlichen, beispielsweise bei der Aneignung eines neuen Wissensgebiets zu beobachtenden Strategien, entweder faktenorientiert die dargestellten Inhalte sehr ausführlich zu lernen, oder aber strukturorientiert sich vor allem um die großen Zusammenhänge dieser Inhalte zu bemühen, legen es nahe, für die Motivation neben ihrer Stärke auch qualitativ unterschiedliche Ausprägungen anzunehmen. In der Tat kommt es gemäß SDT eher auf diese an als auf die jeweilige Motivationsstärke selbst.

## Grundlagen

### Psychologische Grundbedürfnisse
Gemäß SDT gibt es empirisch abgesichert drei permanente und kulturübergreifende psychologische Grundbedürfnisse, deren Befriedigung für effektives Verhalten und psychische Gesundheit von Bedeutung ist. Diese sind Kompetenz, Autonomie und soziale Eingebundenheit. Unter Kompetenz wird dabei das Gefühl verstanden, effektiv auf die jeweils als wichtig erachteten Dinge einwirken zu können und entsprechend gewünschte Resultate zu erzielen. Autonomie bezeichnet hier ein Gefühl der Freiwilligkeit, das jedes Verhalten begleiten kann (beispielsweise auch das Befolgen von Anweisungen des Sicherheitspersonals am Flughafen, wenn man von der Notwendigkeit dieser Kontrollen überzeugt ist); somit ist in diesem Zusammenhang darunter nicht die objektive Unabhängigkeit von anderen Personen oder sonstigen Gegebenheiten zu verstehen. Soziale Eingebundenheit schließlich meint nicht nur die Bedeutung, die andere für einen haben, sondern auch die Bedeutung, die man selbst für andere besitzt. In welcher Art eine Befriedigung dieser Grundbedürfnisse möglich ist, hängt wesentlich vom im jeweiligen sozio-kulturellen Kontext erworbenen Wertesystem ab.

### Motivation und Autonomiegrad
Im Mittelpunkt von SDT steht der Begriff der ein bestimmtes Verhalten steuernden Motivation. Motivation wird hier als nicht-unitäre, also mehrdimensionale, Größe betrachtet, die nicht nur durch ihre jeweilige Gesamtstärke, sondern daneben vor allem durch den Grad der ihr jeweils zu Grunde liegenden Autonomie gekennzeichnet ist. In Anlehnung an die entsprechende Darstellung von Ryan und Deci unter Berücksichtigung ihrer neueren Einordnung intrinsischer Motivation lediglich als Unterkategorie autonomer Motivation ergibt sich für die Autonomie-Dimension der Motivation folgendes Bild:
| Motivation                   | fremdbestimmt                                       | eher fremdbestimmt                                                                                 | eher autonom                                                             | autonom |
| Regulierung                  | extern                                              | introjiziert                                                                                       | identifiziert                                                            | integriert |
| Wichtige Steuerungs-prozesse | Belohnung, Strafe, Verführung, Zwang, äußerer Druck | Vermeidung von Schuldgefühlen oder Angst, Verstärkung des Selbstwertgefühls, Entwicklung von Stolz | Ziel oder Regulierung wird persönlich für wichtig oder wertvoll erachtet | intrinsisch (Aktion selbst ist interessant oder Freude bereitend), oder zumindest völlig freiwillig und Ziel oder Regulierung sind in das Selbstgefühl integriert |

Der Autonomiegrad beschreibt dabei den subjektiv wahrgenommenen internen Anteil an der Regulierung und wird genau wie die Gesamtstärke der Motivation als Kontinuum angesehen.

### Motivationsbestimmende Faktoren
Neben der Motivation für eine einzelne Aufgabe oder für einen bestimmten Bereich interessieren in SDT besonders die motivationsbestimmenden Faktoren der einzelnen Persönlichkeit. Es sind dies zum einen die Kausalattribuierung (gelegentlich auch als Kontrollüberzeugung bezeichnet), die angibt, wo eine Person im Allgemeinen die Ursache für das eigene Verhalten sieht, und die somit das generelle Ausmaß selbstbestimmten Verhaltens dieser Person beschreibt.
Zum anderen sind dies die Verhaltensziele oder Motive der Person, die noch unterteilt werden in extrinsische Motive, wie etwa materieller Reichtum oder soziale Anerkennung, und intrinsische, wie beispielsweise Gruppenzugehörigkeit oder Persönlichkeitsentwicklung.

## Ergebnisse

### Qualität des Verhaltens
Ist ein Verhalten autonom motiviert, so ist es im Vergleich zu einem fremdbestimmt motivierten Verhalten gleicher Motivationsstärke effektiver, vor allem, soweit Kreativität, Problemlöseverhalten oder Durchhaltevermögen gefragt sind, und besitzt somit eine höhere Qualität. Zugleich ist es mit besserer psychischer Gesundheit und Wohlbefinden verbunden. Als Ursache dafür wird die durch das Verhalten ermöglichte Befriedigung der drei oben genannten psychologischen Grundbedürfnisse gesehen, hauptsächlich dasjenige nach Autonomie, damit einhergehend aber auch jene nach Kompetenz und sozialer Eingebundenheit.

### Integration von Verhaltensweisen
Die drei psychologischen Grundbedürfnisse sind darüber hinaus für die langfristige Internalisierung und Integration von Verhaltensweisen von zentraler Bedeutung. Dabei kann der Internalisierungsprozess spezieller Verhaltensmuster zwar stufenweise erfolgen, muss aber ausdrücklich nicht jede einzelne Station der Autonomie-Dimension der Motivation durchlaufen.

### Vitalität
Durch autonom motiviertes Verhalten wird psychische Energie nicht aufgebraucht. Stattdessen verstärkt die mit dem Verhalten verbundene Befriedigung der oben genannten psychologischen Grundbedürfnisse die Vitalität, also die Energie, die dem Selbst für seine Handlungen zur Verfügung steht.

### Kausalattribuierung und Motivsystem
Die Eigenschaften autonom motivierten Verhaltens lassen sich auf die motivationsbestimmenden Faktoren der einzelnen Person verallgemeinern: Eine eher stabile interne Ursachenzuschreibung und ein eher intrinsisches Motivsystem haben generell größeres psychisches Wohlbefinden und effektiveres und damit qualitativ höheres Verhalten zur Folge.

### Persönlichkeitseigenschaften
Sowohl die Entwicklung einer stabilen internen Kausalattribuierung als auch die Formung des eigenen Motivsystems wird weitestgehend dadurch bestimmt, wie in dem dialektischen Prozess der Interaktion der betreffenden Person mit ihrem sozialen Umfeld die drei oben genannten psychologischen Grundbedürfnisse jeweils befriedigt oder unterdrückt werden. Entsprechende Erfahrungen wirken sich also direkt auf die Ausprägung ihrer Persönlichkeitseigenschaften aus. Die im obigen Abschnitt Motivationsbestimmende Faktoren (SDT) genannten extrinsischen Motive fungieren dabei als eine Art Ersatz für eine wahre Befriedigung dieser Bedürfnisse, wobei jedoch die Verfolgung solcher extrinsischen Verhaltensziele, selbst, wenn sie erreicht werden, zu Verhaltensintegration und Wohlbefinden wenig beiträgt.
Werden die genannten psychologischen Grundbedürfnisse permanent unterdrückt, führt dies zu einem Zustand der Amotivation, in dem die betreffende Person ohne Antrieb für irgendeine Handlung bleibt, ihre Motivationsstärke also generell null ist und ein Autonomiegrad nicht zugeordnet werden kann. Verbunden ist dieser Zustand mit Minderwertigkeitsgefühlen und mangelnder Vitalität. Die zugehörige Kausalattribuierung ist dabei impersonal, sodass man also weder sich selbst noch andere Personen als Ursache erlebter Ereignisse begreift.

### Persönliche Beziehungen
Freundschaft, Partnerschaft, Liebesbeziehungen oder andere zwischenmenschliche Beziehungen haben für den Einzelnen eine Bedeutung nicht nur im Hinblick auf sein Bedürfnis nach sozialer Eingebundenheit. Vielmehr zeichnen sich hochwertige persönliche Beziehungen dadurch aus, dass in ihnen auch die psychologischen Grundbedürfnisse Autonomie und Kompetenz jedes Partners in hohem Maße befriedigt werden. Muss dagegen ein Partner zur Aufrechterhaltung der Beziehung in einem dieser Grundbedürfnisse zurückstecken, ist dadurch die Qualität der Beziehung in Frage gestellt.

## Anwendungsbezug

### Anwendungsbereiche
Die durch SDT beschriebene Bedeutung des sozialen Umfeldes für die Internalisierung und Integration und damit für die Effizienzsteigerung von Verhalten führt zu einem breiten Anwendungsspektrum von SDT. Genannt werden unter anderem die Bereiche Partnerschaft und Familie, Erziehung, Arbeit, Gesundheit, Sport und Umweltbewusstsein.

### Autonomie-Unterstützung
Erwünschtes Verhalten anderer Menschen sollte dabei gemäß der Aufforderung „Frage nicht, wie du andere motivieren kannst! Frage, wie du die Bedingungen schaffen kannst, in denen andere sich selbst motivieren werden!“ durch Autonomie-Unterstützung erreicht werden. Dazu gehört, die Perspektive der anderen einzunehmen, ihnen Wahlmöglichkeiten einzuräumen, ihnen die Gelegenheit zu eigenem Entdecken und Raum für Eigeninitiative zu geben und überzeugende, nachvollziehbare Begründungen zu liefern.

## Selbstbestimmungstheorie als sowohl Prozess- als auch Inhaltstheorie

### Aktiver Organismus
In SDT wird der Mensch als von Natur aus aktiver, auf Wachstum ausgerichteter Organismus betrachtet, der, um optimal zu funktionieren und gleichzeitig größtmögliches Wohlergehen zu gewährleisten, seine psychischen Elemente in ein einheitliches Selbst zu integrieren und sich selbst in größere soziale Strukturen einzufügen sucht.

### Anpassungsmechanismen
Kulturelle Anforderungen, Werte und Regulierungen der eigenen sozialen Gruppe aktiv umzusetzen und in das eigene Selbst zu integrieren, stellt eine Anpassungsleistung dar, die nicht einfach automatisch erfolgt. Dies betrifft insbesondere auch die Internalisierung von Regulierungen eines ursprünglich von außen aufgezwungenen Verhaltens. Aus Sicht von SDT sind die im Laufe der Evolutionsgeschichte der Menschheit für eine hoch flexible Anpassung des Individuums an die Anforderungen der jeweiligen physikalischen und sozialen Umwelt entstandenen Mechanismen gerade die im obigen Abschnitt Psychologische Grundbedürfnisse (SDT) angegebenen Bedürfnisse nach Kompetenz, Autonomie und sozialer Eingebundenheit.  Es werden nämlich in der Regel genau solche Verhaltensziele verfolgt und genau solche Handlungsbereiche und soziale Beziehungen ausgewählt, die eine Befriedigung dieser psychologischen Grundbedürfnisse ermöglichen oder unterstützen. Das so angestrebte Verhalten ist dann aber gerade durch optimale Effizienz, beste Integrationsfähigkeit sowie zugehöriges hohes Wohlbefinden gekennzeichnet,  mithin an die entsprechende Situation optimal angepasst.
Die einzelnen Bedürfnisse betreffen unterschiedliche Aspekte der Anpassung des Einzelnen an sein sozio-kulturelles Umfeld.
Kompetenz. Das Bedürfnis nach Kompetenz äußert sich in einer Freude am Lernen an sich und hat Bedeutung für die Entwicklung von Fähigkeiten und Techniken des Einzelnen von Geburt an. Dabei ist es gerade der bereichsübergreifende, universale Charakter dieses Bedürfnisses, der eine optimale Anpassung an die vielfältigen Herausforderungen der Umwelt, insbesondere durch Spezialisierung, in neuen Bereichen oder kulturellen Nischen, ermöglicht.
Soziale Eingebundenheit. Das Bedürfnis nach sozialer Eingebundenheit hat sich aus der archaischen Notwendigkeit entwickelt, seine Nachkommen zu schützen und für sie zu sorgen. Die Integration des Einzelnen in ein größeres soziales Ganzes bringt ihm dabei Vorteile in Bezug auf Ressourcen-Nutzung und Schutz und sorgt für eine effektive Übernahme von Wissen und Werten seiner Gruppe. Seine Gruppe andererseits profitiert von der dadurch gegebenen Möglichkeit zur arbeitsteiligen Organisation und Koordination.
Autonomie. Das Bedürfnis nach Autonomie, das in diesem Zusammenhang weder mit dem Wunsch nach Unabhängigkeit von anderen noch mit dem nach Distanz zu anderen verwechselt werden sollte, beschreibt aus Sicht von SDT die tief im Organismus verwurzelte Tendenz zur Selbstregulation der eigenen Handlungen und Kohärenz seiner Verhaltensziele. Dabei ist selbstreguliertes Handeln mit der Erfahrung von Ganzheit, Freiwilligkeit und Vitalität verbunden, während fremdreguliertes Handeln mit dem Gefühl von Einschränkung, Druck und Gezwungensein einhergeht. Zur effektiven Anpassung an veränderte äußere Umstände ist nun Autonomie unabdingbar. Denn es reicht nicht, wenn diese Umstände automatisch spezifische Mechanismen in Gang setzen. Vielmehr müssen die neuen Mechanismen durch integrierende Prozesse der Selbst-Organisation in ein hierarchisch strukturiertes Ganzes eingegliedert werden. Wenn Verhalten stattdessen durch nicht-integrierte äußere Prozesse gesteuert wird, kann das Ergebnis sogar katastrophal wie in dem klassischen Experiment von James Olds (1958) sein. Er zeigte, dass Ratten, deren Verhalten durch die Gabe von Belohnungen in Form elektrischer Gehirn-Stimulation beeinflusst wurde, sich bis zur völligen Erschöpfung verausgabten und dabei grundlegende Bedürfnisse des Organismus außer Acht ließen.

### Psychologische und physiologische Grundbedürfnisse im Vergleich
Physiologische Grundbedürfnisse wie beispielsweise Hunger bewirken auf Grund physiologischer Mangelzustände ein Verhalten, das direkt darauf gerichtet ist, den jeweiligen Mangel zu beheben. Diese Befriedigung ist in der Regel gelernt und hat einen passiven Zustand zum Ziel, nämlich, den durch den Mangel hervorgerufenen Erregungszustand des Organismus zu beruhigen. Je stärker das physiologische Bedürfnis in einer Situation unterdrückt wird, desto stärker wird es empfunden und desto dominanter wird das auf die Befriedigung gerichtete Verhalten. Dabei ist für die meisten Fragestellungen eher die in der jeweiligen Interaktion mit der Umwelt begründete Möglichkeit oder Unmöglichkeit der Befriedigung dieses Bedürfnisses von Interesse als seine aktuelle Stärke selbst.
Verhalten, das eine Befriedigung der psychologischen Grundbedürfnisse Kompetenz, Autonomie oder soziale Eingebundenheit bewirkt, muss dagegen nicht direkt auf die jeweilige Bedürfnisbefriedigung gerichtet sein und ist es in der Regel auch nicht. Es kann einfach eine interessante Tätigkeit oder ein wichtiges Ziel betreffen, solange diese in ihrem Kontext eine derartige Befriedigung möglich machen. Meist ist man sich dabei gar nicht bewusst, dass sein aktuelles Verhalten eine derartige Bedürfnisbefriedigung bewirkt. Dennoch kommt auch direkt auf die Befriedigung eines dieser psychologischen Grundbedürfnisse gezieltes Verhalten vor. Ein Beispiel wäre das bewusste Suchen nach Geselligkeit, wenn man sich einsam fühlt.
Fehlende Befriedigung psychologischer Grundbedürfnisse führt aus Sicht von SDT wie im Fall physiologischer Grundbedürfnisse zunächst auf verstärkte Anstrengungen, diese zu erreichen. Bei andauernder Bedürfnisunterdrückung werden dann aber Schutzmechanismen und Ersatzbedürfnisse entwickelt, die direkte Versuche, die originalen Bedürfnisse zu befriedigen, gerade vermindern. Solche defensiven Anpassungen haben aber immer, unabhängig von einer möglichen Wertschätzung durch die betroffene Person, negative Konsequenzen für ihre Vitalität, Intaktheit und Gesundheit.

### Wohlbefinden
Gemäß SDT ist die Befriedigung der psychologischen Grundbedürfnisse stets mit Wohlbefinden verbunden. Unter Wohlbefinden wird dabei nicht nur die subjektive Erfahrung eines positiven Gefühls verstanden, sondern darüber hinaus eine Funktion des Organismus, die die Wahrnehmung von unmittelbarer Vitalität, psychischer Flexibilität und eines tief empfundenen Wohlseins bewirkt. Dass die Erfahrung von psychischer Gesundheit und Wohlbefinden dabei die Befriedigung aller drei psychologischen Grundbedürfnisse voraussetzt, lässt sich nicht nur im Vergleich verschiedener Personen untereinander, sondern auch innerhalb einer Person im tageweisen Vergleich beobachten.

### Internalisierung und Selbst
Internalisierung wird in vielen Theorien als zentrales, aber unterschiedlich gefasstes Konzept der Sozialisation behandelt. Aus Sicht von SDT stellt Internalisierung den aktiven und natürlichen Prozess dar, in dem der Einzelne soziale Normen, insbesondere sozial sanktionierte Sitten und Anforderungen, in persönlich verinnerlichte Werte, Verhaltensregulierungen und Verhaltensziele überführt. Der Erfolg dieses Internalisierungsprozesses hängt zum großen Teil von dem Ausmaß ab, in dem die Befriedigung der im obigen Abschnitt Psychologische Grundbedürfnisse (SDT) genannten Bedürfnisse nach Kompetenz, Autonomie und sozialer Eingebundenheit bei der Ausübung des betreffenden Verhaltens unterstützt wird. Im optimalen Fall identifiziert man sich dabei mit der Bedeutung der sozialen Regulierungen, integriert sie vollständig in sein Selbst und akzeptiert sie so als Teil seiner selbst. Das damit verbundene Verhalten ist gekennzeichnet durch großes Durchhaltevermögen, große Effektivität sowie psychische und physische Gesundheit.
Wird der Internalisierungsprozess jedoch behindert, ist das Ergebnis ein entsprechend geringerer Autonomiegrad des damit verbundenen Verhaltens. Wie der Übersicht im obigen Abschnitt Motivation und Autonomiegrad (SDT) zu entnehmen ist, ändern sich mit dem Autonomiegrad auch die zugehörigen Steuerungsprozesse. Je geringer nun der Autonomiegrad ist, desto stärker zeigt sich ein innerer Konflikt zwischen den Steuerungsprozessen und dem Wunsch, die entsprechende Handlung gerade nicht durchzuführen, und desto eher wird das entsprechende Verhalten aufgegeben, sobald die aktuellen Steuerungsprozesse nicht mehr wirksam sind.
Erleichtert wird der Prozess der Internalisierung, wenn man sich bei der Ausführung des relevanten Verhaltens mit denjenigen, die das Verhalten einfordern, verbunden fühlt und wenn man einerseits die Bedeutung der Verhaltensregulation versteht und andererseits schon die Fähigkeit entwickelt hat, durch eigenes Handeln der Anforderung ganz zu entsprechen. Um die Werte und Verhaltensweisen vollständig in das eigene Selbst zu integrieren, muss man darüber hinaus die entsprechende Handlung freiwillig und somit, wenn notwendig, modifiziert ausführen können. Werden also in einer solchen Situation alle drei psychologischen Grundbedürfnisse unterstützt, wird damit der Internalisierungsprozess nicht nur befördert, sondern auch sichergestellt, dass er optimal verläuft.
Das Selbst als Ziel optimaler Internalisierung wird dabei in SDT charakterisiert durch seine innewohnende Tendenz zur Aktivität, seinen integrativen Prozess und die in ihm wirkenden psychologischen Grundbedürfnisse. Durch den integrativen Prozess werden ständig kulturelle Werte, Motive und Verhaltensweisen sowie emotionale Regulierungen in das Selbst aufgenommen und es somit vervollkommnet. Das Selbst fungiert als Quelle der im obigen Abschnitt Motivation und Autonomiegrad (SDT) angegebenen autonomen Motivation. Sofern Verhalten jedoch nicht vollständig in das Selbst integriert und daher nicht autonom motiviert ist, finden seine Steuerungsprozesse zwar hauptsächlich im Inneren der Person statt, aber außerhalb des Selbst.

### Frustration
Obwohl man dauernd bestrebt ist, geeignete Wege zur Befriedigung der im obigen Abschnitt Psychologische Grundbedürfnisse (SDT) genannten Bedürfnisse nach Kompetenz, Autonomie und sozialer Eingebundenheit zu finden, kann das soziale Umfeld dies dennoch in bestimmten Situationen teilweise oder ganz verwehren. Die möglichen Folgen derartiger Frustration reichen gemäß SDT von einfacher Verhaltensänderung über die Entwicklung nicht-autonomer Verhaltensregulierung bis hin zu der im obigen Abschnitt Persönlichkeitseigenschaften (SDT) angegebenen Amotivation. Weitere Schutzmechanismen, die in solchen Situationen entwickelt werden, sind Ersatzbedürfnisse und rigide Verhaltensweisen. Obgleich diese Mechanismen die jeweils noch bestmögliche Anpassung darstellen, sind sie trotzdem mit Einbußen der psychischen und physischen Gesundheit sowie der Qualität des Verhaltens verbunden. Einmal etabliert, verhindern sie darüber hinaus eine Befriedigung der ursprünglichen psychologischen Grundbedürfnisse auch dann, wenn die Befriedigung eigentlich möglich wäre.
Unterschiedliche Einschränkungen in der Möglichkeit, die psychologischen Grundbedürfnisse zu befriedigen, wirken sich in unterschiedlicher Weise auf die Motivation für das aktuelle Verhalten aus. Wird man beispielsweise allein durch äußere Belohnungen oder Strafen dazu gebracht, ein bestimmtes Verhalten zu zeigen, so ist eine Befriedigung des Bedürfnisses nach Autonomie dabei nicht möglich. Das somit fremd bestimmt motivierte Verhalten ist gekennzeichnet durch relative Ineffektivität, begleitet von Gefühlen des Gezwungenseins und Druck und wird wieder aufgegeben, sobald die äußeren Steuerungsprozesse ihre Wirkung verloren haben.
Erhält man für eine an sich interessante Tätigkeit, wie im obigen Abschnitt Ausgangspunkt (SDT) beschrieben, zusätzliche Belohnungen, so ist in dem Maße, wie man sich dadurch nicht mehr selbst als Herr dieser Tätigkeit sehen kann, die Befriedigung des Bedürfnisses nach Autonomie eingeschränkt. Neben dem Autonomiegrad der zugehörigen Motivation wird damit auch das ursprüngliche Interesse, also die Motivationsstärke, herabgesetzt. Denn das Interesse an einer Tätigkeit hängt ja davon ab, wie stark bei ihrer Ausführung die psychologischen Grundbedürfnisse befriedigt werden können. Auch durch Drohungen, Überwachung, regelmäßige Beurteilungen oder Fristsetzung werden Autonomiegrad und Motivationsstärke entsprechend verringert.
Negatives Feedback signalisiert Inkompetenz und verringert demgemäß die Motivationsstärke für die betreffende Tätigkeit, weil dadurch die Befriedigung des Bedürfnisses nach Kompetenz eingeschränkt wird. Den gleichen Effekt haben Überforderung und Unterforderung. Bei Überforderung sieht man sich nicht dazu fähig, den Anforderungen der aktuellen Aufgabe zu entsprechen, und erkennt darin eigene mangelnde Kompetenz, während bei Unterforderung die aktuelle Aufgabe so einfach ist, dass man ihre Lösung nicht als Ausdruck eigener Kompetenz verstehen kann. In beiden Fällen ist eine Befriedigung des Bedürfnisses nach Kompetenz nicht möglich.
Wenn in bestimmten Situationen, beispielsweise in einer Lerngruppe von Kindern, dem Wunsch nach Zuwendung nicht angemessen entsprochen wird, ist damit die Befriedigung des Bedürfnisses nach sozialer Eingebundenheit nur teilweise möglich. In entsprechendem Umfang verringert sich dadurch die Motivationsstärke für das betreffende Verhalten.
Internalisierungsprozesse sind von einer Unterdrückung der psychologischen Grundbedürfnisse immer dann betroffen, wenn diese Unterdrückung von längerer Dauer ist. So kann zwar, falls bei der Ausübung eines bestimmten Verhaltens Unterstützung für Kompetenz und soziale Eingebundenheit immer gewährt, für Autonomie aber permanent versagt wird, dieses Verhalten immer mehr vervollkommnet werden. Der Internalisierungsprozess verläuft dann aber nur eingeschränkt und führt vielleicht zu introjizierter oder teil-integrierter Regulation, nicht jedoch zu vollständiger Integration.
Bedingte Zuwendung, wie sie manchmal als elterliches Erziehungsmittel zu finden ist, erzwingt die Aufgabe von Autonomie, also so zu sein, wie man wirklich ist, zugunsten der ersehnten Zuwendung. Eine Internalisierung des entsprechenden Verhaltens kann dann nur zu introjizierter Regulation führen mit ihren negativen Konsequenzen für Verhaltensqualität und Gesundheit. Zusätzlich entstehen psychische Kosten in Form von Groll und dem Gefühl, nicht geliebt zu sein.
Müssen Kinder in einer Umgebung aufwachsen, in der sie vernachlässigt oder misshandelt und willkürlich bestraft werden, wird die Befriedigung ihrer psychologischen Grundbedürfnisse fast nur unterdrückt. Dadurch kommen sie in einen Zustand der im obigen Abschnitt Persönlichkeitseigenschaften (SDT) beschriebenen Amotivation, der durch Antriebslosigkeit und Minderwertigkeitsgefühle sowie eine impersonale Ursachenzuschreibung gekennzeichnet ist, und zeigen unregulierte Emotionen und Verhaltensstörungen im Zusammensein mit anderen Menschen.
Die Ausbildung kompensatorischer Verhaltensziele ist ebenfalls eine mögliche Folge von länger andauernder Unterdrückung der psychologischen Grundbedürfnisse. So kann beispielsweise eine längere Unterdrückung des Bedürfnisses nach sozialer Eingebundenheit ein Streben nach materiellem Reichtum bewirken, durch den man die vormals versagte Anerkennung und Wertschätzung endlich zu erreichen hofft. Auch das Streben nach einem positiven Image oder Ruhm ist in solchen Fällen zu beobachten.
Schließlich lassen sich auch rigide Verhaltensweisen wie etwa Magersucht auf eine längere Unterdrückung von psychologischen Grundbedürfnissen zurückführen. In diesem speziellen Fall versucht man, im Bereich des Essverhaltens, also in einem Bereich, über den man die Kontrolle besitzt, ein Gefühl von Effektivität und Selbstbestimmung zu entwickeln. Damit kompensiert man eine zuvor langfristig erfahrene Versagung der Befriedigung von Bedürfnissen nach Kompetenz und Autonomie. Regelmäßiger Drogenkonsum, völliger psychologischer Rückzug und antisoziales Verhalten sowie andere Formen selbstzerstörerischen Handelns sind weitere Beispiele solcher kompensatorischen Prozesse. Selbstverletzendes Verhalten beispielsweise tritt einer Studie zufolge häufiger bei Jugendlichen auf, die berichten, dass ihre Eltern ihre Autonomie wenig unterstützen.

### Prozess-Orientierung
Der in SDT theoretisch begründete Zusammenhang von der Qualität von Verhalten und damit verbundenem Wohlbefinden und psychischer Gesundheit einerseits und dem im obigen Abschnitt Motivation und Autonomiegrad (SDT) angegebenen Autonomiegrad der entsprechenden Motivation andererseits lässt sich in vielen Bereichen empirisch belegen. Demnach ist ein hoher Autonomiegrad der zu Grunde liegenden Motivation mit hoher Verhaltensqualität und großem Wohlbefinden verbunden, ein niedriger Autonomiegrad dagegen mit entsprechend geringerer Ausprägung dieser Merkmale.
Zugleich lässt sich ein ähnlicher Zusammenhang beobachten, wenn man statt von der Motivation für das aktuelle Verhalten von der Kausalattribuierung der handelnden Person ausgeht. Die Kausalattribuierung ist gemäß SDT das Ergebnis des dialektischen Interaktionsprozesses der im obigen Abschnitt Psychologische Grundbedürfnisse (SDT) genannten Bedürfnisse nach Kompetenz, Autonomie und sozialer Eingebundenheit der Person mit seiner sozialen Umwelt, in dessen Verlauf diese Bedürfnisse entweder befriedigt oder unterdrückt werden. Eine weitgehende Befriedigung dieser Bedürfnisse in der Vergangenheit führt zu einer stabilen internen Ursachenzuschreibung, in der man vor allem sich selbst als Ursache für das eigene Verhalten sieht. Eine hohe Qualität des jeweiligen Verhaltens und entsprechendes Wohlbefinden ist die Folge dieser Überzeugung, während eine externe oder sogar impersonale Kausalattribuierung das Gegenteil bewirkt.
Indem nun SDT Vorhersagen über die Qualität von Verhalten und damit verbundenes Wohlbefinden auf der Grundlage des Autonomiegrades der entsprechenden Motivation sowie der Kausalattribuierung der handelnden Person gestattet, stellt SDT sich als prozess-orientierte Motivationstheorie dar.

### Inhalts-Orientierung
In der Regel lässt sich auf Grund des Inhalts von Verhaltenszielen ein Zusammenhang zwischen ihnen und der mit ihrer Verfolgung verbundenen psychischen Gesundheit und damit einhergehendem Wohlbefinden angeben. Dazu dient in SDT eine Unterteilung von Verhaltenszielen in intrinsische und extrinsische Ziele. Intrinsische Ziele wie Gruppenzugehörigkeit, Persönlichkeitsentwicklung und soziales Engagement sind dabei solche, die eng mit der Befriedigung der im obigen Abschnitt Psychologische Grundbedürfnisse (SDT) angegebenen Bedürfnisse nach Kompetenz, Autonomie und sozialer Eingebundenheit in Beziehung stehen, während extrinsische Ziele wie materieller Reichtum, positives Image oder Ruhm eher mit dem Erreichen äußerer Anerkennung und äußerer Zeichen von Wertschätzung verbunden sind und dadurch eher nicht zu einer Befriedigung der psychologischen Grundbedürfnisse führen.
Im obigen Abschnitt Frustration (SDT) wird als Grund für die Ausbildung extrinsischer Ziele ihre kompensatorische Funktion in Situationen genannt, in denen eine Befriedigung der psychologischen Grundbedürfnisse längerfristig nicht möglich ist. Die Stärke der Unterdrückung des jeweiligen Bedürfnisses bestimmt dabei die Stärke des entsprechenden extrinsischen Zieles oder Motivs. Davon wiederum hängt ab, in welchem Ausmaß dieses Motiv die Aufmerksamkeit von dem ursprünglichen Bedürfnis ablenkt und dadurch auch für die Zukunft dessen Befriedigung verhindert. Empirische Befunde bestätigen eine entsprechende Einschränkung im Wohlbefinden bei der Verfolgung extrinsischer Verhaltensziele.
Intrinsische Verhaltensziele sind demgegenüber mit hohem Wohlbefinden verknüpft. Jedoch sind intrinsische Ziele immer auch kulturell bestimmt, so dass ein rein phänomenologischer Vergleich ihrer Inhalte zu Fehlschlüssen führen kann. Beispielsweise legt eine vergleichende Untersuchung zwischen Amerikanern und Asiaten von Sheena Iyengar und Lepper (1999) kulturell bedingte Unterschiede in den mit dem Gefühl von Autonomie verknüpften Inhalten nahe. Untersucht wurde, ob man eher die Entscheidung eines vertrauten Mitglieds seiner Gruppe akzeptiert oder lieber selbst entscheidet. Während in der asiatischen Stichprobe die Möglichkeit der Übernahme von Entscheidungen und damit Werten desjenigen, mit dem man sich identifizierte, favorisiert wurde, zog man in der amerikanischen Stichprobe die Möglichkeit vor, eine eigene Entscheidung zu treffen. Autonomie scheint also in kollektivistisch geprägten Kulturen an andere Inhalte gebunden zu sein als in individualistisch geprägten.
Kulturelle und subkulturelle Ziele und Werte sind aus Sicht von SDT nur dann zu intrinsischen Zielen transformierbar und damit ins Selbst integrierbar, wenn sie mit der menschlichen Natur und speziell den psychologischen Grundbedürfnissen vereinbar sind. Ein Beispiel für Nicht-Integrierbarkeit ist die kulturell verankerte Wertschätzung von Genitalverstümmelung. Ein weiteres, wenn auch nicht so dramatisches, Beispiel dafür ist die gesellschaftlich verwurzelte Überzeugung, dass Jungen nicht weinen dürfen. Eine Verfolgung derartiger nicht-integrierbarer Verhaltensziele ist immer mit psychischen Kosten in Bezug auf persönliche Entwicklung, Intaktheit und Gesundheit verbunden und kennzeichnet die betreffende Kultur als innerlich weniger stabil. Je mehr eine Gesellschaft aber durch die Art ihrer Ziele und Werte sowie der in ihr wirksamen Regulierungen deren vollständige Integration in das Selbst ermöglicht, desto mehr ihrer Mitglieder können in Harmonie leben und desto stabiler ist ihre Kultur.
Indem SDT auf Grund des Inhalts von Verhaltenszielen damit verbundenes Wohlbefinden vorherzusagen gestattet, stellt SDT sich somit auch als inhalts-orientierte Motivationstheorie dar.
Da die Befriedigung beziehungsweise Unterdrückung der psychologischen Grundbedürfnisse ja sowohl den Prozess steuert, nach dem Verhaltensziele verfolgt werden, als auch die Ausbildung von Verhaltenszielen überhaupt und damit deren Inhalt bestimmt, besteht gemäß SDT zwischen Prozess und Inhalt ein positiver statistischer Zusammenhang in dem Sinne, dass aus selbstbestimmten Gründen eher intrinsische Ziele verfolgt werden, aus fremdbestimmten Gründen dagegen eher extrinsische Ziele. Dies wird auch durch bisherige Untersuchungen nahegelegt.

## Abgrenzung von anderen Motivationstheorien

### Klassische Bedürfnistheorien
Es gibt zwei unterschiedliche Traditionslinien, die innerhalb der empirischen Psychologie mit dem Konzept von Bedürfnissen arbeiten. Die Triebtheorien nach Hull (1943) und Spence (1956) gehen von physiologischen Grundbedürfnissen aus. Durch die jeweiligen Triebzustände wird der Organismus aktiviert, diese Grundbedürfnisse zu befriedigen. Wenn Verhalten erfolgreich zur Triebreduktion führt, wird der entsprechende Zusammenhang gelernt. Auf der Grundlage von Triebzuständen und zugehörigen Reiz-Reaktions-Zusammenhängen lässt sich demnach bestimmtes Verhalten vorhersagen.
Jedoch kann eine große Anzahl von Verhaltensweisen wie neugieriges Erkunden, Gestalten von Versuchsbedingungen für interessante Fragestellungen, lebhaftes Spiel und viele spontane Aktivitäten nicht überzeugend auf Triebreduktion zurückgeführt werden. Gemäß SDT werden dagegen sowohl die letztgenannten als auch die nach Hull und Sigmund Freud auf Triebreduktion beruhenden Verhaltensweisen nicht so sehr durch physiologische, sondern hauptsächlich durch psychologische Prozesse reguliert.
Die zweite Tradition geht auf Henry Murray (1938) zurück. Bedürfnisse werden von ihm als psychologische Bedürfnisse verstanden, dabei aber nicht als von Natur aus vorhanden, sondern größtenteils als gelernt angesehen. Seine sehr weit gefasste Definition des Bedürfnisbegriffs umschließt fast alles, was zu einer Handlung führt. Entsprechend umfangreich ist seine Liste relevanter Bedürfnisse.
Aus Sicht von SDT handelt es sich bei den von Murray aufgezählten Bedürfnissen um Motive, die sozio-kulturelle Werte in individuelle Verhaltensweisen überführen, wobei jedoch daraus resultierendes Verhalten optimal sein kann, aber nicht muss. Ohne die Annahme von Natur aus vorhandener Grundbedürfnisse, die in je spezifischer Art mit den jeweiligen Motiven verknüpft sind, fehlt dabei aber die Basis, für unterschiedliche Motive die Effektivität des zugehörigen Verhaltens oder den Grad des zugehörigen Wohlbefindens vorherzusagen.
Auch die Arbeiten von David McClelland (1965, 1985), John William Atkinson (1958) und Winter (1973) gehen von der Annahme gelernter psychologischer Bedürfnisse aus. Unterschiedliches Verhalten lässt sich damit aber nur mit unterschiedlichen Kombinationen der jeweiligen Bedürfnisse in jeweils unterschiedlicher Stärke erklären. Dies wiederum verhindert, zwischen der Befriedigung dieser Bedürfnisse und einer gesunden Funktionsweise des Organismus einen Zusammenhang herstellen zu können.

### Sozialkognitive Lerntheorien
Als Vorläufer sozialkognitiver Lerntheorien kann man die behavioristische Theorie von B. F. Skinner (1953) ansehen, der gemäß in der Vergangenheit erfolgte Verstärkungen für das individuelle Verhalten prägend sind, sowie das soziale Lernen nach Julian B. Rotter (1954, 1966), nach dem besonders Erwartungen zukünftiger Verstärkungen den Ausschlag geben. Wie schon bei diesen Autoren wird in den sozialkognitiven Lerntheorien das Verhaltensrepertoire und das Selbstkonzept des Einzelnen allein auf seine Erfahrungen in seinem sozialen Umfeld zurückgeführt und somit als weitgehend gelernt betrachtet. Am bekanntesten ist hier die Selbstwirksamkeitstheorie von Albert Bandura (1977, 1989, 1996). Nach dieser Theorie ist motiviertes Verhalten durch das Bestreben gekennzeichnet, ein durch das eigene Handeln erreichbares jeweils gewünschtes Ergebnis zu erzielen. Sobald man in der Lage ist, auf seine Umwelt entsprechend einzuwirken, eigene Anreize zu entwickeln und kognitive Eigen-Impulse zu setzen, kann man sich damit selbst zu einem derartigen Verhalten motivieren. Die Bestimmungsgrößen menschlicher Tätigkeit sind somit einerseits das jeweils gewünschte Resultat und andererseits das Gefühl, dieses Ergebnis durch eigenes Verhalten erreichen zu können. Die hier wahrgenommene eigene Kompetenz wird als Selbstwirksamkeit bezeichnet. In der Regel ist sie in unterschiedlichen Bereichen verschieden stark ausgeprägt. Als bereichsübergreifende Persönlichkeitseigenschaft wird Selbstwirksamkeit dagegen in der Theorie kaum behandelt und scheint dann nur auf einer Art sekundärer Verstärkung zu beruhen.
Im Gegensatz dazu wird in SDT Kompetenz als universelles Bedürfnis angesehen und daher allein schon die Erfahrung eigener Kompetenz als Quelle von Befriedigung und Wohlbefinden verstanden, unabhängig von einer zusätzlich möglichen Befriedigung auf Grund dadurch erzielter Ergebnisse. Dabei unterscheidet sich die Sichtweise von SDT, nach der der Mensch von Natur aus eine komplexe innere Struktur besitzt, die die im obigen Abschnitt Psychologische Grundbedürfnisse (SDT) angegebenen Bedürfnisse nach Kompetenz, Autonomie und sozialer Eingebundenheit mit einschließt, wesentlich von dem sozialwissenschaftlichen Standardmodell, das den sozialkognitiven Lerntheorien zu Grunde liegt. Nach diesem Modell, das beispielsweise auch von John Tooby und Leda Cosmides (1992) kritisiert wird, ist dagegen die menschliche Natur beliebig formbar und mit einem leeren Gefäß zu vergleichen, das erst durch soziale Prozesse mit beachtenswertem Inhalt gefüllt wird. Weiter steht die in sozialkognitiven Lerntheorien vertretene evolutionspsychologische Ansicht von David Buss (1989, 1996), nach der psychologische Prozesse regelmäßig bereichsspezifisch ablaufen, im Widerspruch zu der gemäß SDT bestehenden Universalität der psychologischen Grundbedürfnisse, die im obigen Abschnitt Anpassungsmechanismen (SDT) näher erläutert wird. Schließlich wird in sozialkognitiven Lerntheorien nicht zwischen selbst reguliertem und fremd reguliertem Verhalten unterschieden. Deshalb ist es in ihnen zum einen nicht möglich, auf dem im obigen Abschnitt Motivation und Autonomiegrad (SDT) beschriebenen Autonomiegrad der jeweiligen Motivation beruhende Unterschiede in der Effektivität von Verhalten zu beschreiben. Zum anderen können sie nicht erklären, wieso unterschiedliche Verhaltensziele, auch wenn sie als gleich wertvoll erachtet und mit gleicher Effektivität verfolgt werden, unterschiedliche Auswirkungen auf das Wohlbefinden haben können.

### Terror-Management-Theorie
Die von Greenberg, Solomon und Pyszczynski (1997) entwickelte Terror-Management-Theorie sieht die Vermeidung der tiefen, oft unbewussten Angst, die aus dem Bewusstsein der eigenen Sterblichkeit herrührt, als menschliches Grundmotiv. Indem man die Werte, Überzeugungen und Verhaltensweisen seiner kulturellen Umwelt verinnerlicht, entwickelt man Selbstbewusstsein, das dazu hilft, diese Angst zu überwinden. Und indem man die Weltanschauung seiner sozialen Gruppe übernimmt, kann man den Eindruck von Beständigkeit aufrechterhalten und das Gefühl von Isolation und Hoffnungslosigkeit vermeiden. Zentraler Prozess ist hier ein Mechanismus der Angstreduktion analog zur im obigen Abschnitt Klassische Bedürfnistheorien (SDT) angegebenen Triebreduktion nach Hull, durch den die entsprechende Übernahme von Werten und Verhaltensweisen gesteuert wird. Eine Erweiterung der Theorie zu einem Zwei-Prozess-Modell berücksichtigt dabei die erst ab einem bestimmten Alter entwickelte Fähigkeit, der eigenen zukünftigen Nicht-Existenz gewahr zu werden.
In SDT wird dagegen die Angst vor dem Tod als eine Emotion betrachtet, für deren Regulierung Prozesse verantwortlich sind, die sich aus den drei im obigen Abschnitt Psychologische Grundbedürfnisse (SDT) angegebenen Bedürfnissen nach Kompetenz, Autonomie und sozialer Eingebundenheit speisen. Der Tod bedroht ja die Beziehung zu geliebten Menschen, die Fertigstellung wichtiger Projekte sowie die eigene Selbstorganisation überhaupt. Deshalb besteht hier keine Notwendigkeit, die Vermeidung dieser Angst als ein eigenes, zusätzliches Grundbedürfnis anzusehen.
Das Bewusstwerden der eigenen Sterblichkeit kann aus Sicht von SDT sowohl fremd regulierte, eher defensive Prozesse in Gang setzen als auch selbst regulierte Prozesse wie beispielsweise eine neuerliche Besinnung auf enge persönliche Beziehungen. Diesen Unterschied kann die Terror-Management-Theorie nicht erklären. Und obwohl die auf dieser Theorie beruhende Forschung gezeigt hat, dass das Bewusstsein der Sterblichkeit unter besonderen Bedingungen spezielle Verhaltensweisen bewirken kann, ist sie nicht in der Lage anzugeben, zu welchem Grad dieser Effekt jeweils wirklich auftritt und durch welche Art von Intervention im sozialen Umfeld dabei positive Aspekte verstärkt und negative Aspekte abgemildert werden können.

### Kontrollprozesstheorie
Die Kontrollprozesstheorie von Carver und Scheier (1998) ist eine kybernetisch orientierte Theorie der Selbstregulation von Verhalten. Sie beschreibt selbst-korrigierende Mechanismen, die die Verfolgung einmal gewählter Ziele in Abhängigkeit von der Wirksamkeit des jeweiligen Verhaltens aufrechterhalten. Unterschieden werden dazu Annäherungs-Ziele, die man anstrebt, um gewünschte Ergebnisse zu erreichen, von Vermeidungs-Zielen, die man zur Vermeidung unerwünschter Resultate verfolgt. Mit Verhaltensaktivierung einerseits und Verhaltenshemmung andererseits gehören zu den beiden Arten von Zielen entsprechend unterschiedliche Formen der Regulierung.
Da der Forschungsgegenstand der Kontrollprozesstheorie vor allem die Art und Weise ist, in der schon ausgewählte Ziele verfolgt werden, stellt diese Theorie eine wertvolle Ergänzung zu den Fragestellungen in SDT dar, die ja hauptsächlich den Inhalt der Ziele und den Grund, aus dem sie ausgewählt werden, betreffen.
Jedoch ist der Aussage von Carver und Scheier (1999), nach der die im obigen Abschnitt Motivation und Autonomiegrad (SDT) dargestellten Unterschiede von autonomer und heteronomer Verhaltensregulierung auch innerhalb der Kontrollprozesstheorie angemessen beschrieben werden können, aus Sicht von SDT nicht zu folgen.
Mit der dafür von den Autoren vorgenommenen Zuordnung eines mehr annäherungsorientierten Modus zur autonomen Motivation und eines mehr vermeidungsorientierten Modus zur fremd bestimmten Motivation kann die Kontrollprozesstheorie nämlich schon nicht den im obigen Abschnitt Ausgangspunkt (SDT) angegebenen und im Abschnitt Frustration (SDT) beschriebenen Korrumpierungseffekt erklären. Denn im Widerspruch zu dieser Zuordnung ist ein auf Belohnungen gerichtetes Verhalten meistens annäherungsorientiert. Außerdem gibt es, ebenfalls im Widerspruch zu dieser Zuordnung, auch autonom motiviertes Vermeidungshandeln, beispielsweise, wenn man freiwillig mit dem Rauchen aufhört, um nicht krank zu werden. Im letzteren Fall stattdessen eine Annäherung an einen Zustand der Gesundheit zu sehen, wird in der Regel nicht mit der Sichtweise des Betroffenen vereinbar sein.

### Leistungsmotivation
Nicholls (1984) und Dweck (1985, 1986, 1998) unterscheiden in ihren Arbeiten zur Leistungsmotivation zwischen Verhaltenszielen, die der Demonstration von Kompetenz dienen, und solchen, die die eigene Kompetenz erweitern. Im ersteren Fall will man sich andauernd mit Anderen vergleichen und dabei erreichen, dass die eigene Kompetenz hoch eingeschätzt wird. Aus entsprechend gelungenen Demonstrationen seiner Fähigkeiten entwickelt man Stolz und Selbstbewusstsein. Umgekehrt tendiert man angesichts möglichen Versagens zu Hilflosigkeit und gibt sich leicht selbst die Schuld für ein negatives Ergebnis. Manchmal wendet man vorsorglich selbst-behindernde Strategien an, die im Versagensfall helfen, eine eigene Verantwortung auf die Umstände abzuschieben und dadurch das Gesicht zu wahren.
Verfolgt man dagegen Kompetenz erweiternde Ziele, sucht man entsprechende Herausforderungen, setzt seine Fähigkeiten dazu ein, als wertvoll erachtete Ergebnisse zu erzielen, und versucht, falls man mit möglichem Versagen konfrontiert wird, die eigenen Fähigkeiten zu verbessern und auftretende Schwierigkeiten zu meistern.
Die hier vorgenommene Einteilung der Verhaltensziele lässt sich aus Sicht von SDT in etwa mit der im obigen Abschnitt Inhalts-Orientierung (SDT) erläuterten Unterscheidung von extrinsischen und intrinsischen Zielen gleich setzen. Damit können in der Regel Kompetenz demonstrierende Ziele als extrinsische, Kompetenz erweiternde als intrinsische Ziele angesehen werden. Jedoch steht in SDT zur Beschreibung zugehörigen Verhaltens ein gegenüber der Leistungsmotivation differenzierteres Instrumentarium zur Verfügung. Mit berücksichtigt werden hier nämlich sowohl die Auswirkungen unterschiedlich erfolgreicher Internalisierung bei der Ausbildung der gewählten Ziele als auch der im obigen Abschnitt Motivation und Autonomiegrad (SDT) erläuterte Autonomiegrad der Motivation bei ihrer Verfolgung. Es gibt aus Sicht von SDT noch einen weiteren Nachteil der Leistungsmotivation. Denn begründet durch ihren Forschungsansatz blendet sie sozial- oder beziehungsorientierte Verhaltensziele aus, die ja ebenfalls Leistung beeinflussen können.
Trotz der genannten theoretischen Unterschiede gibt es eine generelle Übereinstimmung in Bezug auf die optimale Gestaltung von Lernumgebungen. Sowohl der Leistungsmotivation zugehörige Theorien als auch SDT halten ergebnisabhängige Belohnungen, Leistungsvergleiche und normative Zielvorgaben für ungünstige Motivationsstrategien, da diese mit vielfachen verdeckten psychischen Kosten verbunden sind. Und gleichermaßen sehen sie weniger bewertende und dafür mehr die Freude am Lernen unterstützende Motivationsstrategien als ausschlaggebend an für eine bessere Leistung und ein höheres Wohlbefinden der Lernenden.

### Flow-Theorie
Zentrales Konzept der von Mihály Csíkszentmihályi (1975, 1990) begründeten Flow-Theorie ist die Erfahrung eines völligen Aufgehens in einer Tätigkeit, das dabei von unbefangener Freude begleitet wird. Derartige Erfahrungen, die man in SDT als Prototyp der im obigen Abschnitt Motivation und Autonomiegrad (SDT) angegebenen autonomen Motivation ansehen kann, werden hier mit Flow bezeichnet. Man erfährt Flow, wenn man die Aktivität gern ausführt und die in ihr begründeten Anforderungen mit den eigenen Fähigkeiten genau in Einklang sind. Stellen diese Anforderungen stattdessen eine Überforderung dar, haben sie Beklemmungen und schließlich die Aufgabe der Aktivität zur Folge, wohingegen eine Unterforderung dazu führt, dass man aus Langeweile von der Aktivität Abstand nimmt.
Volle Übereinstimmung besteht zwischen SDT und der Flow-Theorie in deren Aussage, dass die Erfahrung von Flow an sich schon ausreicht, das entsprechende Verhalten auszuführen und beizubehalten, unabhängig von irgendwelchen damit erzielten Ergebnissen. Außerdem wird in beiden Theorien übereinstimmend eine den eigenen Fähigkeiten entsprechend optimale Anforderung als Voraussetzung der Erfahrung von Flow gesehen. Aber während in SDT für die Erfahrung von Flow die im obigen Abschnitt Psychologische Grundbedürfnisse (SDT) angegebenen Bedürfnisse, besonders die nach Kompetenz und Autonomie, wichtig sind, werden nach der Flow-Theorie die Erfahrungen von Flow nur von den optimalen Anforderungen bestimmt. Weder ein Konzept von Grundbedürfnissen noch ein formales Konzept von Autonomie ist daher hier für das Verständnis von Flow erforderlich. Aus Sicht von SDT ist damit jedoch das von der Flow-Theorie bereitgestellte Instrumentarium nicht dafür ausreichend, den jeweiligen Kontext zu bestimmen, in dem durch optimale Anforderungen Flow ermöglicht oder auch nicht ermöglicht wird.

### Bindungstheorie
Die von John Bowlby (1958, 1979) begründete und unter anderen von Mary Ainsworth et al. (1978), Shaver, Hazan, & Bradshaw (1988), Blais et al. (1990), Rusbult & van Lange (1996) sowie Reis & Patrick (1996) fortgeführte Bindungstheorie besagt, dass die Beziehungen zwischen Kindern und ihren ersten Bezugspersonen als Prototyp für spätere Beziehungen zu Anderen dienen. Daher ist eine sichere Bindung zu Bezugspersonen in früher Kindheit dafür ausschlaggebend, dass man im späteren Leben gesunde Beziehungen aufbauen und, im weiteren Sinne, Gesundheit und Wohlbefinden erfahren kann.
Es gibt enge Parallelen zwischen der Bindungstheorie und SDT. So geht die Bindungstheorie in früheren Formulierungen explizit, in späteren eher implizit von einem universellen Bedürfnis nach enger Verbindung zu Anderen aus. Im Rahmen der Bindungstheorie erhobene empirische Befunde bestätigen, dass dieses Suchen nach Nähe universal ist und zeigen, dass dessen Unterdrückung zu negativen Konsequenzen für das Wohlbefinden führt. So wie es in SDT hauptsächlich nicht auf die jeweilige Stärke der psychologischen Grundbedürfnisse ankommt, ist das zentrale Konzept der Bindungstheorie ebenfalls nicht die Stärke des Bedürfnisses nach Nähe, sondern stattdessen der Bindungstyp, der sich aus der Interaktion zwischen dem Nähe suchenden Kind und seinen Bezugspersonen oder allgemeiner, dem jeweiligen sozialen Kontext, ergibt. Während so die Bindungstheorie Voraussagen über das individuelle Wohlbefinden auf Grund des jeweils zugehörigen Bindungstyps machen kann, ist dies in SDT ähnlich möglich auf Grund der jeweils zugehörigen Art der Verhaltensregulierung. Hohe psychische Gesundheit hängt demnach nach dem Ansatz der Bindungstheorie mit einem sicheren Bindungstyp zusammen, nach dem Ansatz von SDT, wie im obigen Abschnitt Motivation und Autonomiegrad (SDT) beschrieben, mit weitgehend autonomer Verhaltensregulierung.
Jedoch besteht ein wichtiger Unterschied zwischen der Bindungstheorie und SDT. Er betrifft den relativen Umfang des Einflusses der frühkindlichen Erfahrungen auf die in aktuellen Beziehungen wirksame Bindungssicherheit. Die Bindungstheorie sieht den in der frühkindlichen Entwicklung erworbenen Bindungstyp als zeitlich hoch stabile und von den jeweiligen Partnern weitgehend unabhängige Größe. Danach müssten unterschiedliche soziale Beziehungen einer einzelnen Person alle den etwa gleichen Grad von Bindungssicherheit aufweisen. In SDT dagegen wird zwar der Einfluss frühkindlicher Erfahrung ebenfalls anerkannt, daneben aber vor allem der Grad der in einer Beziehung jeweils möglichen Befriedigung der im obigen Abschnitt Psychologische Grundbedürfnisse (SDT) angegebenen Bedürfnisse nach Kompetenz, Autonomie und sozialer Eingebundenheit als Ursache der jeweiligen Bindungssicherheit gesehen. Danach ist bei unterschiedlichen, von einer einzelnen Person eingegangenen, sozialen Beziehungen ein jeweils unterschiedlicher Grad von Bindungssicherheit zu erwarten, abhängig davon, wie sich dabei die Partner in die Beziehung einbringen. Eine entsprechend hohe Variabilität in der Bindungssicherheit innerhalb einzelner Personen wird durch eine Untersuchung von La Guardia et al. (2000)  bestätigt.

## Selbstbestimmungstheorie als Meta-Theorie
Der in der SDT-Homepage zur Kennzeichnung der Selbstbestimmungstheorie verwendete Begriff Meta-Theorie verweist auf die Doppelfunktion, die dort diese Theorie einnimmt. Einerseits stellt sie, in sechs Mini-Theorien formal organisiert, Begriffe und Aussagen zur Verfügung, die durch die Forschung immer weiter präzisiert und verfeinert werden sollen. Somit ist sie als Theorie in steter Weiterentwicklung. Andererseits dient ihre formale Struktur als Ordnungsrahmen und Referenzsystem für die auf SDT basierende empirische Forschung. Dabei werden außerdem zur Unterstützung derartiger Forschungsvorhaben unterschiedliche Instrumente angeboten.

### Mini-Theorien
Die sechs Mini-Theorien decken jeweils Teilbereiche der obigen Gesamtdarstellung ab:
1. Die Cognitive Evaluation Theory (CET) betrifft die intrinsische Motivation und ihren Zusammenhang mit äußeren Anreizen und Belohnungen.
2. Die Organismic Integration Theory (OIT) behandelt den Autonomiegrad extrinsischer Motivation.
3. Die Causality Orientations Theory (COT) beschreibt Unterschiede bei der Kausalattribuierung einzelner Personen.
4. Die Basic Psychological Needs Theory (BPNT) stellt die drei oben angegebenen psychologischen Grundbedürfnisse dar.
5. Die Goal Contents Theory (GCT) unterscheidet intrinsische und extrinsische Ziele und untersucht deren Einfluss auf Motivation und Wohlbefinden.
6. Die Relationships Motivation Theory (RMT) schließlich beschäftigt sich mit der Entwicklung und Aufrechterhaltung enger persönlicher Beziehungen und ihrem Zusammenhang mit der Befriedigung der drei psychologischen Grundbedürfnisse.[144]

### Referenzsystem für weiterführende Forschung
Eine Vielzahl von auf SDT basierenden Forschungsergebnissen wird auf der SDT-Homepage aufgelistet. Die Ergebnisse können in ihrer Gesamtheit hier nicht angegeben werden. Als Beispiele seien jedoch genannt:
1. Die Rolle psychologischer Grundbedürfnisse bei der Entwicklung psychologischer Robustheit oder Verwundbarkeit.[146]
2. Die Rolle bereichs-spezifischer psychologischer Bedürfnisse für die Herausbildung persönlicher Ziele.[147]
3. Die unterschiedliche Wirkung von intrinsischen und extrinsischen Zielen auf die Qualität von Lernprozessen.[148]
4. Die Wirkung von a) Autonomie-Unterstützung und b) klarer Strukturierung der Lerninhalte auf Motivation, Lernerfolg und Problemverhalten im High-School-Unterricht.[149]
5. Formen internalisierter Motivation in der Lehre an deutschen Hochschulen, auch im Hinblick auf Maßnahmen im Sinne der öffentlichen Reformverwaltung.[150]
6. Einflussfaktoren des Arbeitsplatzes auf Burnout-Probleme.[151]
7. Motivationale Aspekte im Hinblick auf das Wohlbefinden innerhalb einer Partnerschaft.[152]
8. Die Rolle mechanistischer Dehumanisierung im Verhältnis von äußerem Zwang und zwischenmenschlicher Gewalt.[153]
9. Vereinbarkeit von ökologischer Nachhaltigkeit mit der Befriedigung psychologischer Grundbedürfnisse und persönlichem Wohlergehen.[154]
10. Entwicklung und Validation des Index of Autonomous Functioning, eines Maßes für menschliche Autonomie.[155]
11. Entwicklung und Validation der Work-related Basic Need Satisfaction scale, eines Maßes für die Befriedigung psychologischer Grundbedürfnisse am Arbeitsplatz.[156]